# Campeonato Asiático de Atletismo de 2017 - Salto triplo feminino
A prova do salto triplo feminino do Campeonato Asiático de Atletismo de 2017 foi disputada no dia 8 de julho de 2017 no Kalinga Stadium em Bhubaneswar, na Índia. 

## Recordes
Antes desta competição, os recordes mundiais e do campeonato nesta prova eram os seguintes:
|                       | Nome           | Nacionalidade | Distância | Local      | Data                  |
| --------------------- | -------------- | ------------- | --------- | ---------- | --------------------- |
| Recorde mundial       | Inessa Kravets | Ucrânia       | 15m 50cm  | Gotemburgo | 10 de agosto de 1995  |
| Recorde do campeonato | Olga Rypakova  | Cazaquistão   | 14m 69cm  | Amã        | 28 de julho de 2007   |
| Recorde asiático      | Olga Rypakova  | Cazaquistão   | 15m 25cm  | Split      | 4 de setembro de 2010 |

## Medalhistas
| Ouro                      | Prata              | Bronze            |
| Mariya Ovchinnikova (KAZ) | Irina Ektova (KAZ) | N.V. Sheena (IND) |

## Resultado final

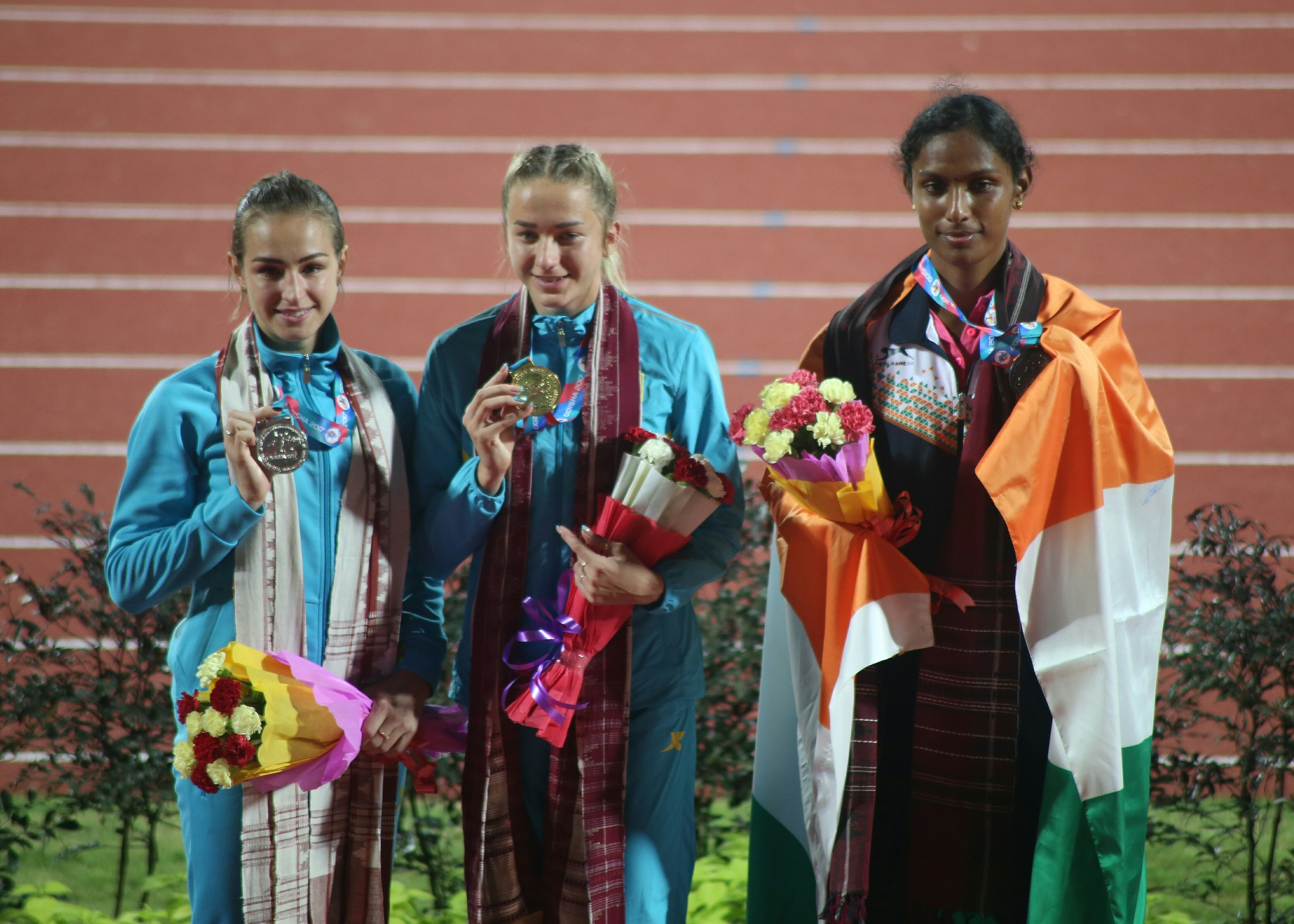
As medalhistas

| Posição           | Atleta                | Nacionalidade | #1    | #2    | #3    | #4    | #5    | #6    | Resultados | Notas |
| ----------------- | --------------------- | ------------- | ----- | ----- | ----- | ----- | ----- | ----- | ---------- | ----- |
| Medalha de ouro   | Mariya Ovchinnikova   | Cazaquistão   | 13.36 | 13.51 | x     | 13.53 | 13.72 | x     | 13.72      |       |
| Medalha de prata  | Irina Ektova          | Cazaquistão   | x     | 13.31 | 13.35 | 13.30 | 13.62 | 13.53 | 13.62      |       |
| Medalha de bronze | N.V. Sheena           | Índia         | 13.07 | x     | 12.99 | 11.40 | 13.20 | 13.42 | 13.42      |       |
| 4                 | Vidusha Lakshani      | Sri Lanka     | 13.12 | x     | 13.17 | 13.30 | 13.33 | x     | 13.33      |       |
| 5                 | Kaede Miyasaka        | Japão         | x     | 12.68 | 13.22 | 13.32 | 12.82 | 13.25 | 13.32      |       |
| 6                 | Rao Fan               | China         | 12.70 | 13.00 | 12.98 | 13.06 | 13.20 | 13.02 | 13.20      |       |
| 7                 | Joyline Mural Lobo    | Índia         | 12.57 | x     | 12.71 | x     | x     | 12.51 | 12.71      |       |
| 8                 | Sachiko Masumi        | Japão         | x     | 12.59 | x     | x     | x     | x     | 12.59      |       |
| 9                 | Park Min-hee          | Coreia do Sul | 12.51 | x     | 12.57 |       |       |       | 12.57      |       |
| 10                | Noor Shahidatun Nadia | Malásia       | x     | x     | 12.39 |       |       |       | 12.39      |       |
| 11                | Keshari Chaudhari     | Nepal         |       |       |       |       |       |       | DNS        |       |

Legenda
| Recorde mundial       | Recorde mundial (World record)               |                       | Recorde africano                      | Recorde africano (African) |                                           | Q | Classificado por posição (Qualified) |
| Recorde do campeonato | Recorde do campeonato (Championship record)  | Recorde da América    | Recorde da América (Americas)         | q                          | Classificado por melhor tempo (Qualified) |   |                                      |
| Melhor marca do ano   | Melhor marca do ano (World leading)          | Recorde asiático      | Recorde asiático (Asian)              | DNS                        | Não largou (Did not start)                |   |                                      |
| Recorde nacional      | Recorde nacional (National record)           | Recorde europeu       | Recorde europeu (European)            | DNF                        | Não terminou (Did not finish)             |   |                                      |
| Recorde pessoal       | Recorde pessoal do atleta (Personal best)    | Recorde da Oceania    | Recorde da Oceania (Oceania)          | DSQ / DQ                   | Desclassificado (Disqualified)            |   |                                      |
| Recorde da temporada  | Recorde da temporada do atleta (Season best) | Recorde sul-americano | Recorde sul-americano (South America) | NM                         | Sem marca (No mark)                       |   |                                      |